# David Belenguer

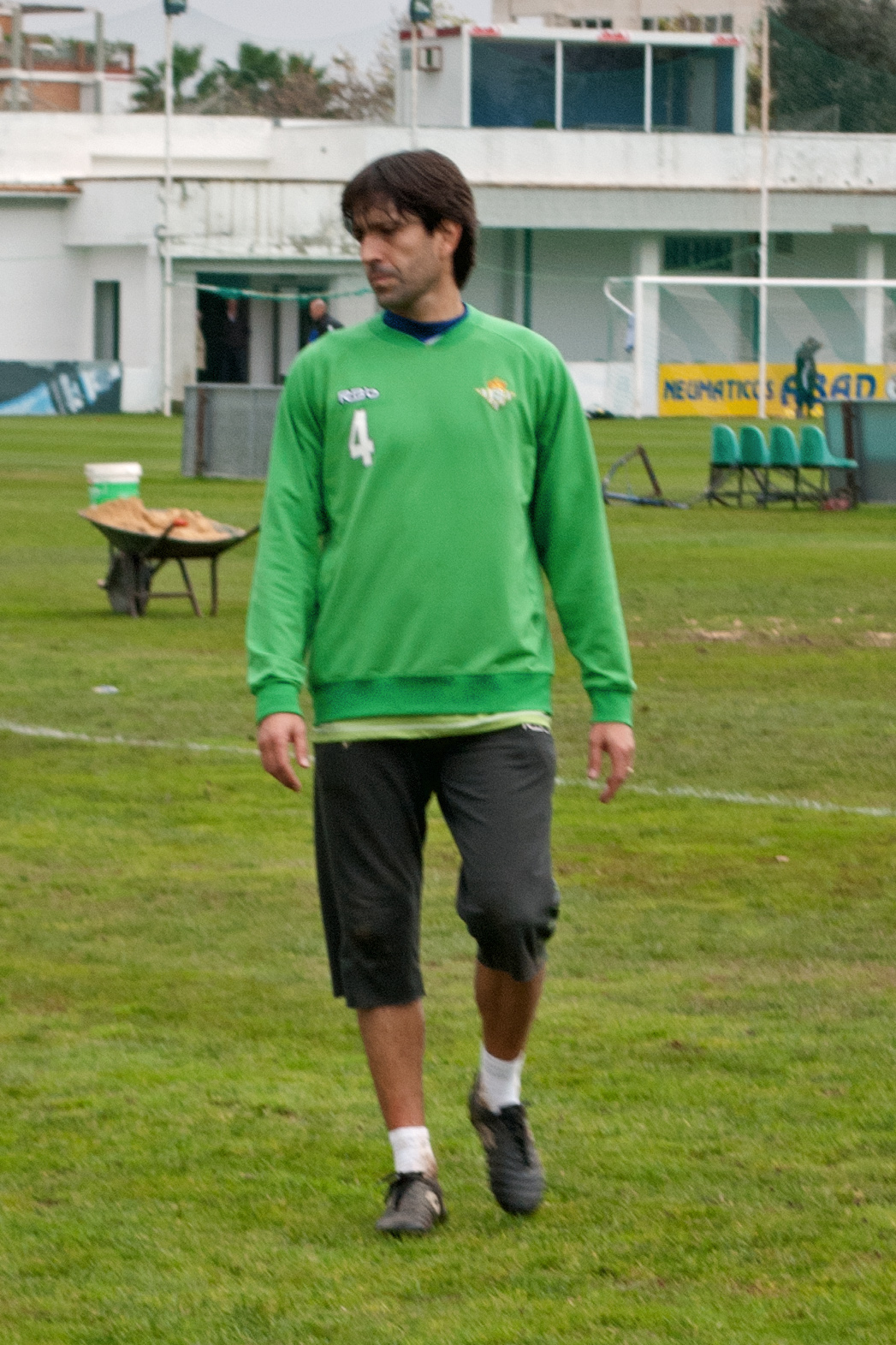

David Belenguer Reverte (Villasar del Mar, 17 december 1972) is een Spaans profvoetballer. Hij speelt sinds 2010 als verdediger bij Betis Sevilla.

## Clubvoetbal
Belenguer begon in 1992 als voetballer bij Real Madrid C in de Tercera División. Vervolgens speelde hij in de Segunda División A voor Palamós CF (1993-1995), CD Leganés (1995-1996), UE Lleida (1996-1997) en Albacete Balompié (1997-1998). In 1998 werd Belenguer gecontracteerd door CF Extremadura, dat destijds uitkwam in de Primera División. In 1999 degradeerde de verdediger met CF Extremadura naar de Segunda A. In 2000 vertrok Belenguer naar Real Betis, waar hij drie seizoenen zou spelen. In 2003 kwam Belenguer bij Getafe CF, waarmee hij in 2004 promoveerde naar de Primera División. In 2010 keerdehij terug naar Real Betis waarmee hij aantreedt in de Segunda A Division.

### Statistieken
| seizoen    | club              | land   | competitie         | wed. | goals |
| ---------- | ----------------- | ------ | ------------------ | ---- | ----- |
| 1993/94    | Palamós CF        | Spanje | Segunda División A | 16   | 0     |
| 1994/95    | Palamós CF        | Spanje | Segunda División A | 16   | 0     |
| 1995/96    | CD Leganés        | Spanje | Segunda División A | 28   | 0     |
| 1996/97    | UE Lleida         | Spanje | Segunda División A | 22   | 4     |
| 1997/98    | Albacete Balompié | Spanje | Segunda División A | 38   | 1     |
| 1998/99    | CF Extremadura    | Spanje | Primera División   | 36   | 0     |
| 1999/00    | CF Extremadura    | Spanje | Segunda División A | 40   | 0     |
| 2000/01    | Real Betis        | Spanje | Segunda División A | 41   | 1     |
| 2001/02    | Real Betis        | Spanje | Primera División   | 22   | 0     |
| 2002/03    | Real Betis        | Spanje | Primera División   | 3    | 0     |
| 2003/04    | Getafe CF         | Spanje | Segunda División A | 14   | 0     |
| 2004/05    | Getafe CF         | Spanje | Primera División   | 30   | 0     |
| 2005/06    | Getafe CF         | Spanje | Primera División   | 29   | 1     |
| 2006/07    | Getafe CF         | Spanje | Primera División   | 34   | 1     |
| 2007/08    | Getafe CF         | Spanje | Primera División   | 24   | 0     |
| 2008/09    | Getafe CF         | Spanje | Primera División   | 14   | 0     |
| 2009/10    | Getafe CF         | Spanje | Primera División   | 13   | 0     |
| 2010/11    | Real Betis        | Spanje | Segunda División A | 16   | 0     |
| Bijgewerkt | 10-05-2011        |        |                    |      |       |

## Nationaal elftal
Belenguer speelde nog nooit voor het Spaans nationaal elftal. Wel speelde de verdediger al meerdere interlands in het Catalaans elftal. Zijn debuut maakte Belenguer in mei 2006 tegen Costa Rica.